# Йоганн Кеплер
Йоганн Ке́плер (нім. Johannes Kepler; 27 грудня 1571, Вайль-дер-Штадт — 15 листопада 1630, Регенсбург) — німецький астроном, математик, оптик, астролог та натурфілософ, відомий насамперед відкриттям законів руху планет, названих на його честь законами Кеплера.
Він є ключовою фігурою наукової революції XVII століття та одним із засновників сучасної астрономії й наукового методу. Його астрономічні книги Astronomia nova, Harmonice Mundi та Epitome Astronomiae Copernicanae вплинули, зокрема, на Ісаака Ньютона, ставши однією з основ для теорії всесвітнього тяжіння. Кеплер виконав фундаментальну роботу в галузі оптики, винайшов тип телескопа-рефрактора, званий тепер телескопом Кеплера, а також покращив конструкцію телескопа Галілея. Він також відомий постулюванням гіпотези Кеплера про найщільніше пакування куль у тривимірному просторі. За його роман «Сомніум» Кеплера називають «батьком наукової фантастики».
Кеплер був викладачем математики в семінарії у місті Грац. Пізніше він став помічником астронома Тихо Браге в Празі, а згодом імперським математиком імператора Рудольфа II і двох його наступників Маттіаса і Фердинанда II. Він також викладав математику в Лінці та був радником генерала Валленштейна.

## Біографія

### Дитинство

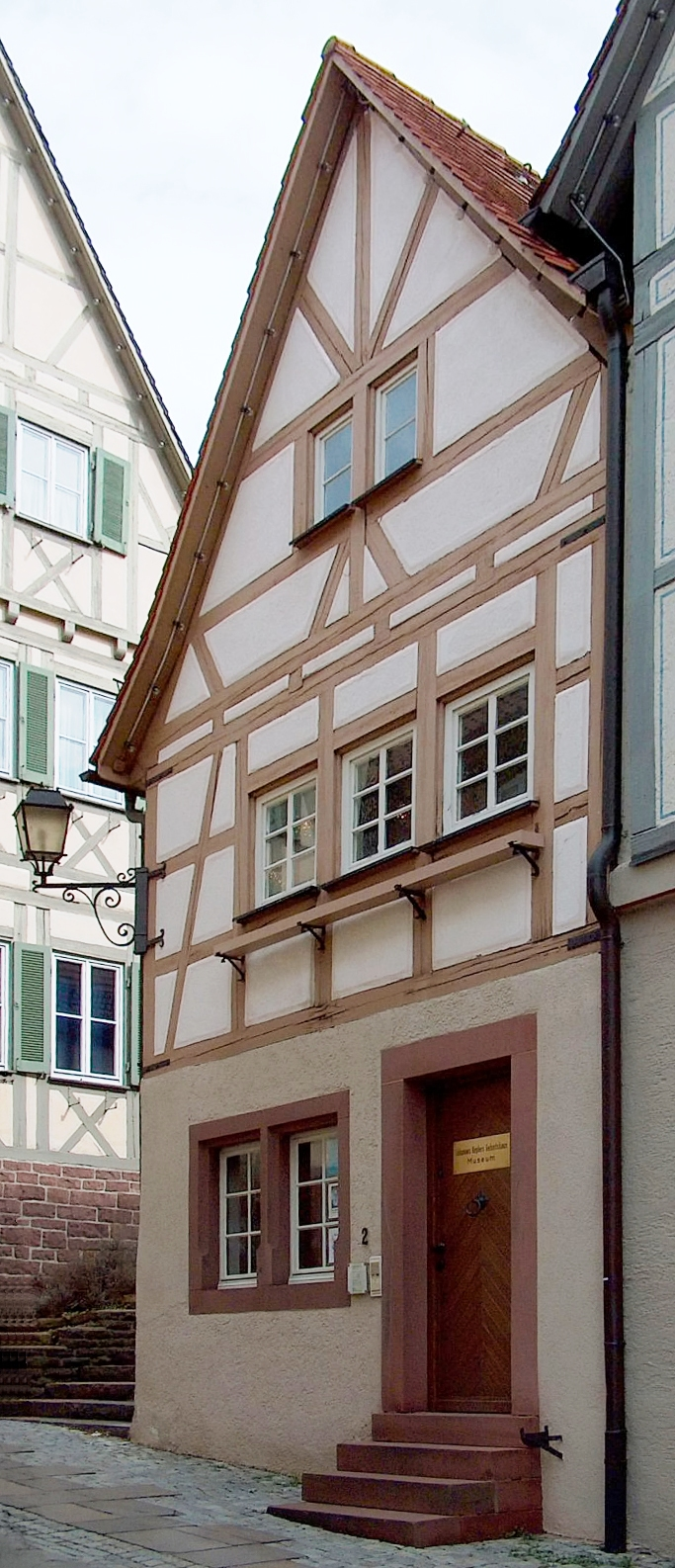
Місце народження Кеплера у Вайль-дер-Штадті

Кеплер народився 27 грудня 1571 року у вільному імперському місті Вайль-дер-Штадт недалеко від Штутгарта в теперішній федеральній землі Баден-Вюртемберг, Німеччина. Його дід, Себальд Кеплер, був лордом-мером міста, але на момент народження Йоганна статок родини Кеплерів вже був у занепаді. Батько Йоганна, Генріх Кеплер, заробляв на життя найманцем, і покинув сім'ю, коли Йоганну було п'ять років. Вважають, що він загинув під час Вісімдесятирічної війни в Нідерландах. Мати Йоганна, Катаріна Гульденманн, донька трактирника, була цілителькою та травницею. У Йоганна було шестеро братів і сестер, з яких двоє братів і одна сестра дожили до повноліття. Йоганн народився передчасно й, за власними спогадами, в дитинстві був слабким і хворобливим. В дитинстві Йоганн часто вражав мандрівників у корчмі свого діда своїми феноменальними математичними здібностями.
Він познайомився з астрономією в ранньому віці й захопився нею на все життя. У шість років він спостерігав Велику комету 1577 року, - за спогадами Кеплера, мати взяла його на високе місце, щоб подивитися на комету. У 1580 році, у віці дев'яти років, він спостерігав іншу астрономічну подію, місячне затемнення, записавши, що його покликали на вулицю, щоб побачити це явище, і що Місяць «здавався досить червоним». Через віспу в дитинстві у Кеплера був слабкий зір і покалічені руки, що обмежувало його можливість робити астрономічні спостереження.
У 1589 році, після навчання в гімназії, латинській школі та семінарії в Маульбронні, Кеплер відвідував богословський факультет Тюбінгенського університету. Там він навчався філософії у Вітуса Мюллера і богослов'ю у Якоба Геербранда. Він показав себе чудовим математиком і заслужив репутацію вмілого астролога, який складав гороскопи для однокурсників. Під керівництвом тюбінгенського професора математики Міхаеля Местліна Кеплер вивчив і систему Птолемея, і системи Коперника руху планет. У той час він став коперніканцем. У диспутах з іншими студентами він захищав геліоцентризм як з теоретичної, так і з теологічної точки зору, стверджуючи, що Сонце було головним джерелом рушійної сили у Всесвіті. Попри його бажання стати священиком лютеранської церкви, Кеплеру відмовили у висвяченні через його переконання, що суперечили Формулі Згоди. Ближче до кінця навчання Кеплера рекомендували на посаду викладача математики й астрономії в протестантській школі в Граці. Він прийняв цю посаду в квітні 1594 року, у віці 22 років.

### Грац
Перед завершенням навчання в Тюбінгені Кеплер прийняв пропозицію викладача математики в протестантській школі в Граці (нині Штирія, Австрія). У цей період (1594—1600) він видав багато календарів і прогнозів, які зміцнили його репутацію астролога. Хоча Кеплер мав змішані почуття до астрології та зневажливо ставився до багатьох звичайних астрологічних практик, він глибоко вірив у зв'язок між космосом і людиною. Трохи більше ніж за рік після прибуття до Граца він опублікував деякі з ідей, що виникли в нього під час навчання, у праці «Таємниця світу» (лат. Mysterium Cosmographicum, 1596).

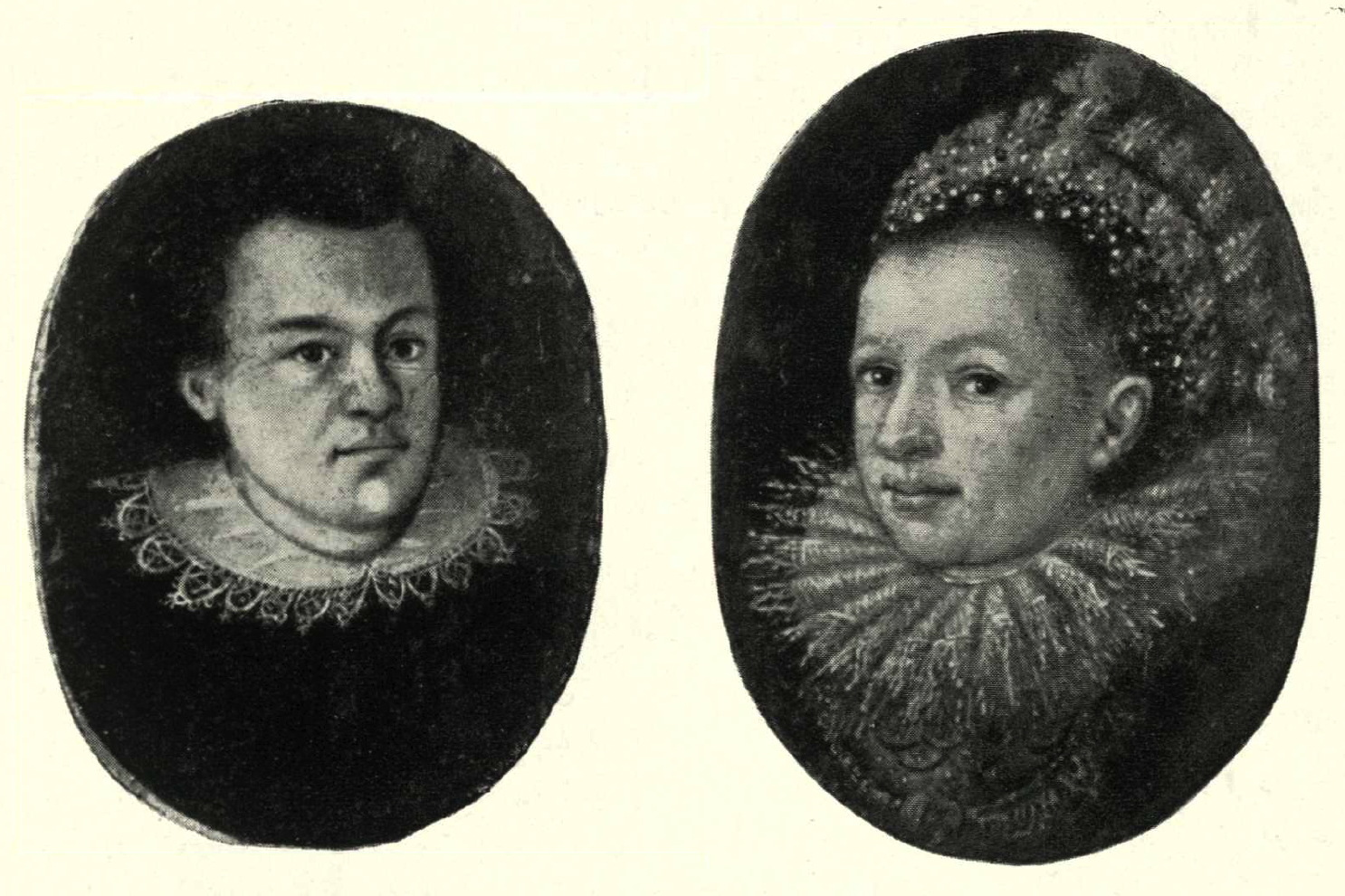
Портрети Йоганна і Барбари в медальйоні

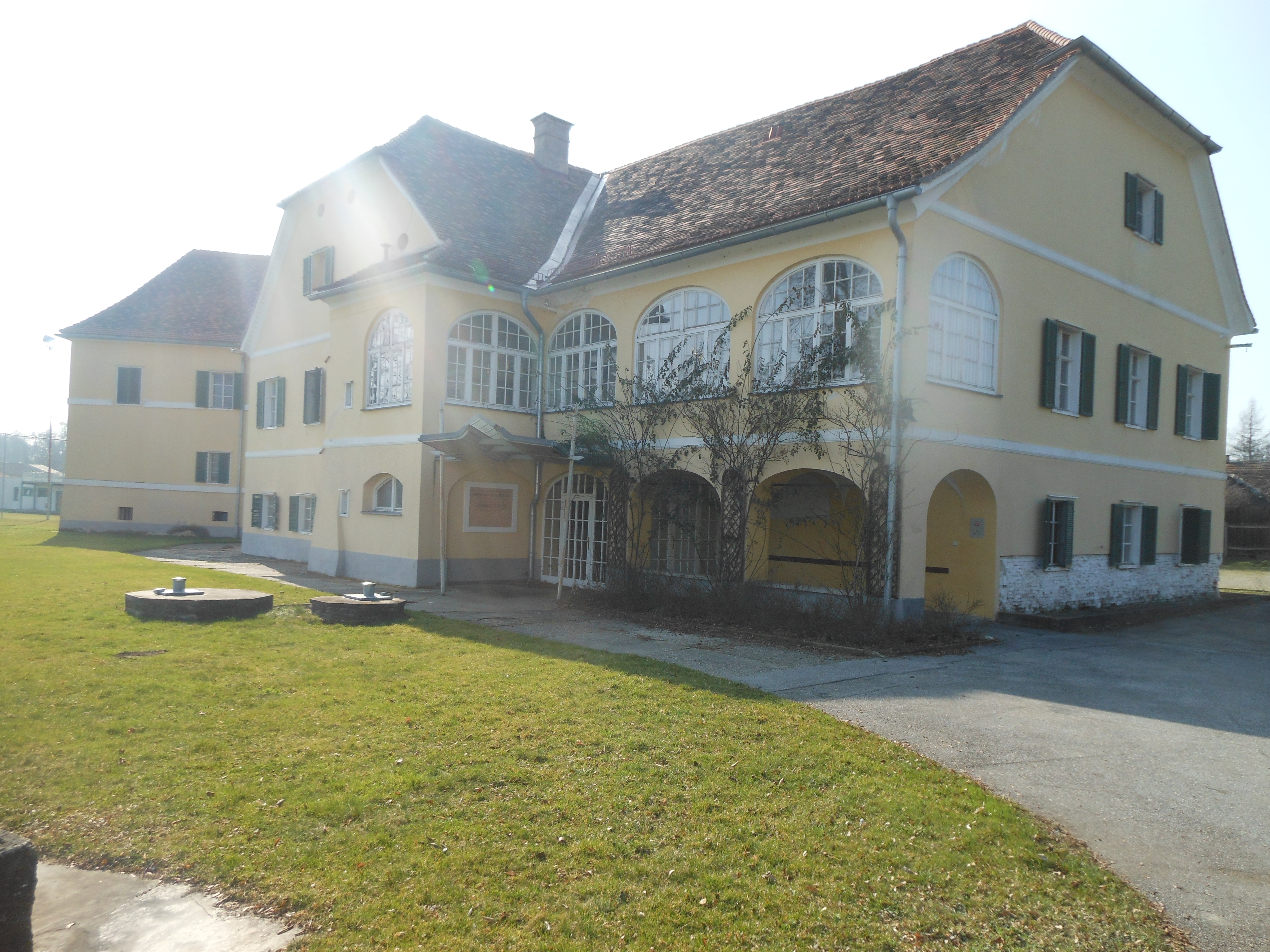
Будинок в Гессендорфі біля Граца, в якому Кеплер і його дружина Барбара мешкали в 1597—1599

У ній Кеплер спробував знайти таємну гармонію Всесвіту, для чого зіставив орбітам п'яти відомих тоді планет (сферу Землі він виділяв особливо) різні «платонові тіла» (правильні багатогранники). Орбіту Сатурна він представив як коло (ще не еліпс) на поверхні кулі, описаної навколо куба. У куб, своєю чергою, була вписана куля, яка мала представляти орбіту Юпітера. У цю кулю був вписаний тетраедр, описаний навколо кулі, що представляла орбіту Марса і так далі. Ця робота після подальших відкриттів Кеплера втратила своє первинне значення (хоч би тому, що орбіти планет виявилися не колами); проте в наявність прихованої математичної гармонії Всесвіту Кеплер вірив до кінця життя, і в 1621 році перевидав «Таємницю світу», внісши в неї численні зміни і доповнення.
У грудні 1595 року Кеплера познайомили з 23-річною Барбарою Мюллер, двічі вдовою з маленькою дочкою Регіною Лоренц, і він почав залицятися до неї. Мюллер була спадкоємицею маєтків своїх покійних чоловіків і дочкою успішного власника млина. Її батько Йобст спочатку був проти шлюбу дочки з Кеплером. Хоч Кеплер і успадкував дворянство свого діда, бідність робила його невигідним партнером. Йобст поступився після того, як Кеплер завершив роботу над Mysterium Cosmographicum. Заручини ледь не розпалися, поки Кеплер був у від'їзді, займаючись публікацією роботи, однак протестантські чиновники, які допомогли домовитись про шлюб, тиснули на Мюллерів, щоб вони дотрималися угоди. Барбара та Йоганн одружилися 27 квітня 1597 року. У перші роки шлюбу у Кеплерів народилося двоє дітей, Генріх і Сусанна, які обидва померли в дитинстві. У 1602 році у них народилася дочка Сусанна, у 1604 — син Фрідріх, а в 1607 році ще один син Людвіг.
Після публікації «Таємниці світу» Кеплер амбітно запланував чотири наступні книги: про стаціонарні аспекти Всесвіту (Сонце та нерухомі зорі), про планети та їхній рух, про фізичну природу планет і формування географічних об’єктів на Землі та про вплив небесних подій на Землю (включно з атмосферною оптикою, метеорологією та астрологією).

### Прага

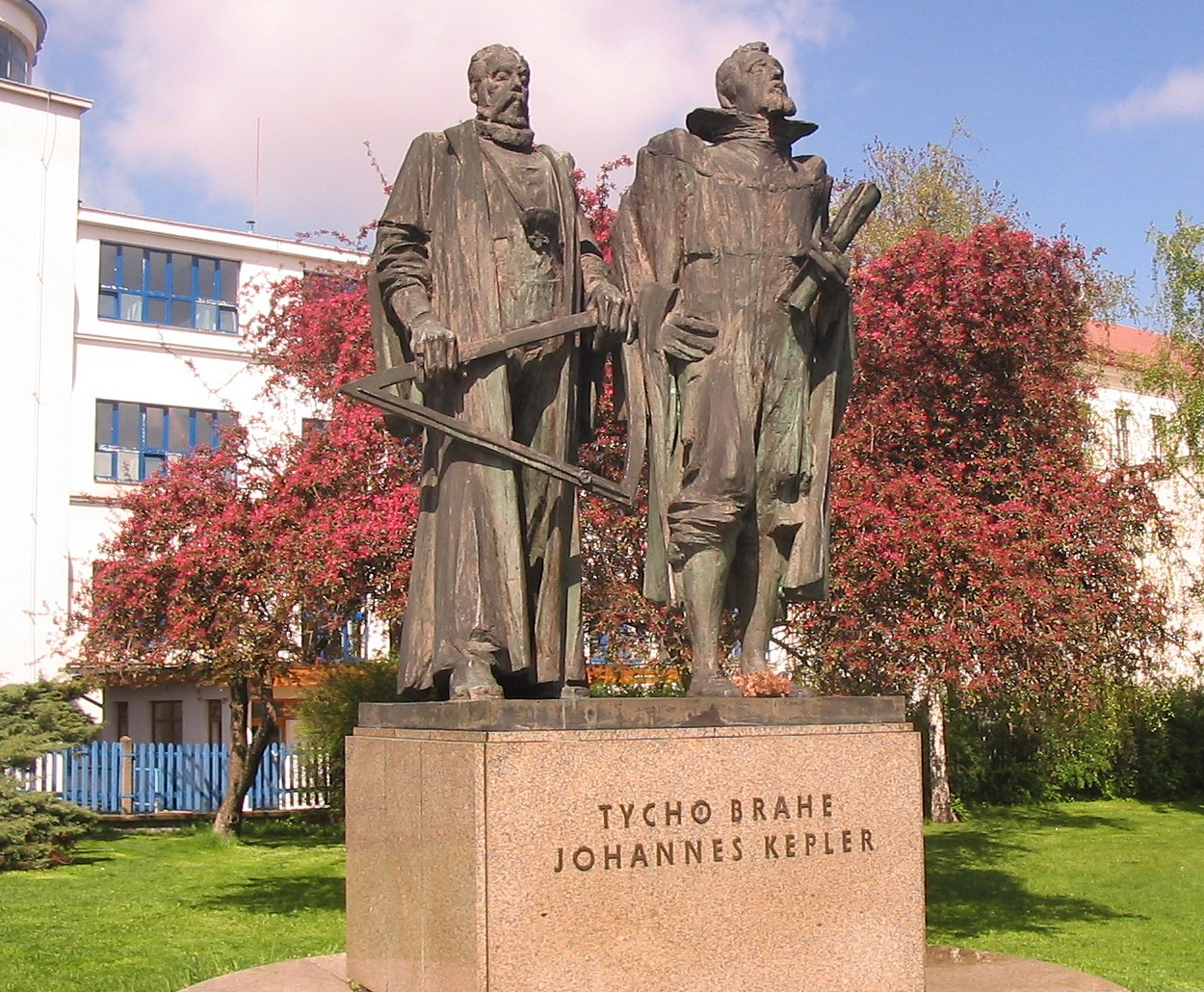
Пам'ятник Кеплеру і Тихо Браге, Прага

У 1600 році Кеплер прибув до Праги. Проведені там 10 років — найплідніший період його життя.
Незабаром з'ясувалося, що погляди Коперника й Кеплера на астрономію Тихо Браге поділяв лише частково. Щоб не конфліктувати з церквою, Браге запропонував компромісну модель: усі планети, окрім Землі, обертаються навколо Сонця, а Сонце обертається навколо нерухомої Землі. Ця теорія здобула деяку популярність і протягом кількох десятиліть служила своєрідним прикриттям для тих астрономів, хто не наважувався відкрито визнати правоту Коперника.
Після смерті Браге в 1601 році Кеплер став його наступником на посаді. Скарбниця імператора через нескінченні війни була постійно порожня. Платню Кеплеру платили рідко й бідно. Він вимушений був підробляти складанням гороскопів. Кеплеру довелося також вести багаторічну тяжбу зі спадкоємцями Тихо Браге, які намагалися відібрати у нього, серед іншого майна покійного, також і результати астрономічних спостережень. Врешті-решт від них вдалося відкупитися.
У 1604 році Кеплер опублікував свої спостереження наднової, названої тепер його ім'ям.
Будучи чудовим спостерігачем, Тихо Браге за багато років склав об'ємну працю із спостережень планет і сотень зір, причому точність його вимірювань була істотно вища, ніж у всіх попередників. Для підвищення точності Браге застосовував як технічні удосконалення, так і спеціальну методику нейтралізації похибок спостереження. Особливо цінною була систематичність вимірювань.
Впродовж кількох років Кеплер уважно вивчав дані Браге і в результаті ретельного аналізу дійшов до висновку, що траєкторія руху Марса є не колом, а еліпсом, в одному з фокусів якого розташоване Сонце — твердження, відоме сьогодні як перший закон Кеплера. Подальший аналіз привів до другого закону: радіус-вектор, що сполучає планету й Сонце, за однакові проміжки часу описує однакові площі. Це означало, що чим далі планета від Сонця, тим повільніше вона рухається.
Обидва закони були сформульовані Кеплером у 1609 році в книзі «Нова астрономія», причому, заради обережності, він відносив їх тільки до Марса.
Нова модель руху викликала величезний інтерес серед науковців-коперниканців, хоча не всі вони її прийняли. Галілей кеплерові еліпси рішуче відкинув.

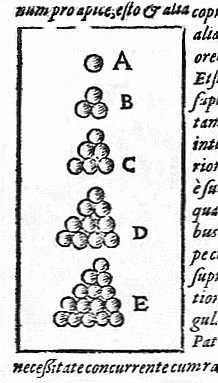
Діаграма з трактату «Про шестикутні сніжинки», якою ілюструється гіпотеза Кеплера

У 1610 році Галілей повідомив Кеплера про відкриття супутників Юпітера. Кеплер зустрів це повідомлення недовірливо і в полемічній роботі «Розмова із Зоряним вісником» привів певною мірою гумористичне заперечення: «незрозуміло, до чого бути [супутникам], якщо на цій планеті немає нікого, хто б міг милуватися цим видовищем». Але пізніше, отримавши свій екземпляр телескопа, Кеплер змінив свою думку, підтвердив спостереження супутників і сам зайнявся теорією лінз. Результатом стали вдосконалений телескоп і фундаментальна робота «Діоптрика».
До нового 1611 року Кеплер опублікував трактат «Про шестикутні сніжинки» у якому висловив припущення про те, що не існує щільнішої упаковки однакових сфер, ніж гранецентрована кубічна та гексагональна, яке отримало назву гіпотези Кеплера. Доведення гіпотези Кеплера для регулярних ґраток дав у 1831 році Карл Фрідріх Гаусс. Для нерегулярних структур задача виявилася складнішою, й стала 18-ю проблемою Гільберта, розв'язання якої за допомогою комп'ютерних обчислень було отримано 1998 року.
У Празі у Кеплера народилися два сини і дочка.
У 1611 році старший син Фрідріх помер від натуральної віспи. Тоді психічнохворий імператор Рудольф II, програвши війну проти власного брата Матвія, зрікся на його користь від чеської корони і незабаром помер. Кеплер почав збори для переїзду до Лінца, але тут після тривалої хвороби померла його дружина Барбара.

### Лінц. Останні роки

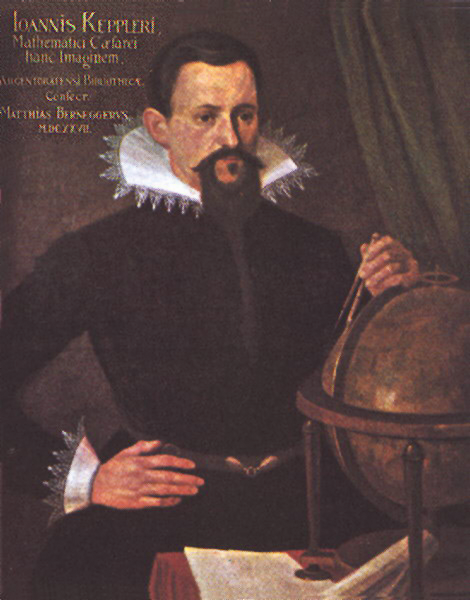
Портрет Кеплера

У 1612 році, зібравши мізерні кошти, Кеплер переїхав до Лінца, де прожив 14 років. За ним збережена посада придворного математика і астронома, але в справі оплати новий імператор був нічим не кращий за старого. Деякий дохід приносило викладання математики і створювання гороскопів.
У 1613 році Кеплер одружився з 24-річною донькою столяра Сюзаною. У них народилося семеро дітей, вижили четверо.
У 1615 році Кеплер отримав звістку, що його мати звинувачена в чаклунстві. Звинувачення серйозне: минулої зими в Леонберзі, де жила Катаріна, були за тим же обвинуваченням спалено 6 жінок. Звинувачення містило 49 пунктів: зв'язок із дияволом, богохульство, пристріт, некромантія тощо. Кеплер написав міським властям; матір спочатку відпустили, проте потім знову заарештували. Слідство тягнулося 5 років. Нарешті, в 1620 році почався суд. Кеплер сам виступив захисником, і через рік змучену жінку нарешті звільнили. Наступного року вона померла.
Тим часом Кеплер продовжив астрономічні дослідження і в 1618 році відкрив третій закон: співвідношення куба відстані планети від Сонця до періоду обертання її навколо Сонця є величина постійна для всіх планет: a³/T² = const. Цей результат Кеплер опублікував у завершальній книзі «Гармонія світу», причому застосував його вже не тільки до Марса, але і до всіх інших планет (включаючи, природно, і Землю), а також до галілєєвих супутників.
У книзі, разом із цінними науковими відкриттями, викладені також фантастичні розміркування автора про «музику сфер» і платонові тіла, які складають, на думку Кеплера, естетичну суть вищого проекту Всесвіту.
У 1626 році в ході Тридцятилітньої війни Лінц обложений і незабаром захоплений. Почалися грабежі та пожежі; у числі інших згоріла друкарня. Кеплер переїхав до Ульма.
У 1628 році Кеплер перейшов на службу до Валленштейна.
У 1630 році вирушив до імператора в Регенсбург, щоб отримати хоч би частину платні. Дорогою сильно застудився і незабаром помер.
Після смерті Кеплера спадкоємцям дісталося: поношений одяг, 22 флорини готівкою, 29 000 флоринів неоплаченої платні, 27 опублікованих рукописів і безліч неопублікованих; вони пізніше були видані в 22-томній збірці.
Зі смертю Кеплера його пригоди не закінчилися. Наприкінці Тридцятирічної війни було повністю зруйновано кладовище, де він похований, і від його могили нічого не залишилося. Частина архіву Кеплера зникла. У 1774 році більшу частину архіву (18 томів із 22) придбала Петербурзька академія наук, там він і зберігається зараз.

## Наукова праця
У його книзі «Таємниця світу» (1596) Кеплер спробував привести орбіти п'яти відомих тоді планет у відповідність з поверхнями п'яти Платонових тіл. Орбіту Сатурна він представив як коло (ще не еліпс) на поверхні кулі, описаного навколо куба. У куб, у свою чергу була вписана куля, що повинна була представляти орбіту Юпітера. У цю кулю був вписаний тетраедр, описаний навколо кулі, що представляли орбіту Марса і т. д. Ця робота після подальших відкриттів Кеплера втратила своє первісне значення, проте представляє не тільки історичний інтерес, але й приваблива з математичної точки зору, представляючи відношення радіусів планетних орбіт ірраціональними числами.
Через складності з католицькою церквою Граца Кеплер із дружиною змушені були в 1600 році покинути це місто і переїхати за запрошенням астронома Тихо Браге у Прагу. Спільна робота двох астрономів була не позбавлена складностей, пов'язаних із відмінностями їхніх поглядів. Погляди Коперника і Кеплера на астрономію Тихо Браге розділяв лише частково. Будучи чудовим спостерігачем, він склав об'ємну працю про спостереження планет і сотень зірок, що носить докладний описовий, але не математичний характер.
Після смерті Браге в 1601 році Кеплер став його спадкоємцем на посаді королівського математика й астронома. У 1604 році він опублікував свої спостереження наднової.

### Три закони Кеплера
Детальніші відомості з цієї теми ви можете знайти в статті Закони Кеплера.

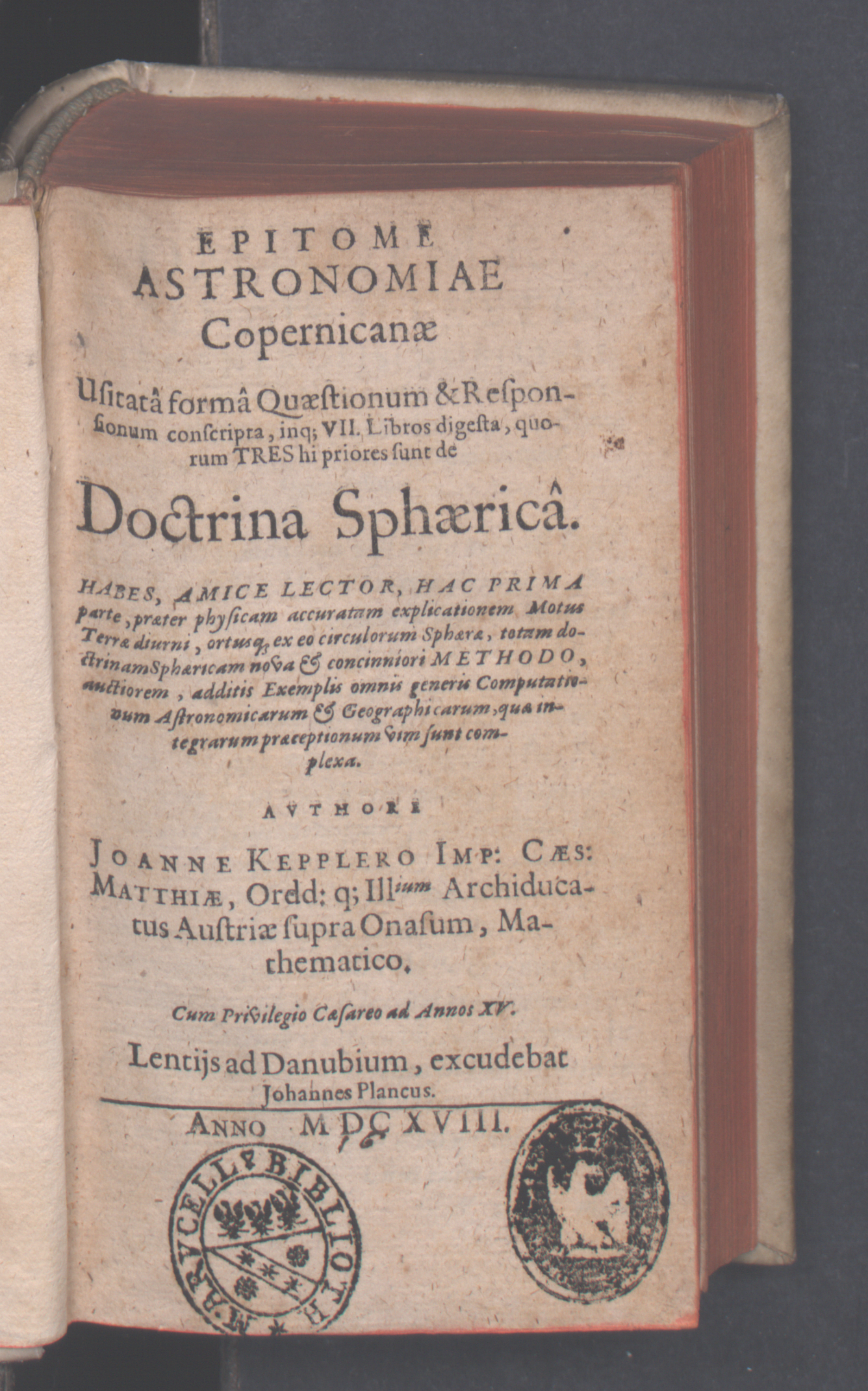
Epitome astronomiae copernicanae, 1618

Протягом декількох років Кеплер уважно вивчав численні дані спостережень Браге й у результаті ретельного аналізу дійшов висновку, що траєкторія руху Марса не коло, а еліпс, у фокусі якого знаходиться Сонце — положення, відоме як перший закон Кеплера. Подальший аналіз привів до другого закону — чим далі планета від Сонця, тим повільніше вона рухається. Обидва закони були описані Кеплером у 1609 році у книзі «Нова астрономія».
У 1611 році Кеплер опублікував книгу «Діоптрика», що, власне кажучи, з'явилася першим викладом оптики як науки. Тут Кеплер докладно описав явище заломлення світла і поняття оптичного зображення. Глибоке розуміння цих питань привело Кеплера до схеми телескопічної підзорної труби, створеної в 1613 Кристофом Шайнером.
У 1612 після смерті празького кайзера Кеплер переїжджає до Лінца. Подальший аналіз орбіти Марса привів Кеплера в 1618 до відкриття третього закону: відношення куба відстані планети від Сонця до періоду обертання її навколо Сонця є величина постійна для всіх планет: {\displaystyle {a^{3} \over T^{2}}={\text{const}}}. Цей результат Кеплер публікує в книзі «Гармонія світу».
Одним із важливих етапів в історії науки було пророкування Кеплером на основі відкритих ним законів проходження Венери на тлі сонячного диска в 1631 році.
Наприкінці XVI століття в астрономії ще відбувалася боротьба між геоцентричною системою Птолемея і геліоцентричною системою Коперника. Супротивники системи Коперника посилалися на те, що стосовно похибки розрахунків вона нічим не краще птолемеївської. Нагадаємо, що в моделі Коперника планети рівномірно рухаються по кругових орбітах: щоб погоджувати це припущення з видимою нерівномірністю руху планет, Копернику довелося ввести додаткові рухи по епіциклам. Хоча епіциклів у Коперника було менше, ніж у Птолемея, його астрономічні таблиці, спочатку точніші, ніж птолемеєві, незабаром істотно розійшлися із спостереженнями, що немало спантеличило і охолодило захоплених коперниканців.
Відкриті Кеплером три закони руху планет повністю і з чудовою точністю пояснили видиму нерівномірність цих рухів. Замість численних надуманих епіциклів модель Кеплера включає тільки одну криву — еліпс. Другий закон встановив, як змінюється швидкість планети при віддаленні або наближенні до Сонця, а третій дозволяє розрахувати цю швидкість і період обертання навколо Сонця.
Хоча історично кеплерівська система світу заснована на моделі Коперника, фактично у них дуже мало загального (тільки добове обертання Землі). Зникли кругові рухи сфер, що несуть на собі планети, з'явилося поняття планетної орбіти. У системі Коперника Земля все ще займала дещо особливе положення, оскільки тільки у неї не було епіциклів. У Кеплера Земля — рядова планета, рух якої підпорядкований загальним трьом законам. Усі орбіти небесних тіл — еліпси (рух по гіперболічній траєкторії відкрив пізніше Ісаак Ньютон), загальним фокусом орбіт є Сонце.
Кеплер вивів також «рівняння Кеплера», що використовується в астрономії для визначення положення небесних тіл.
Закони динаміки планет, відкриті Кеплером, слугували пізніше Ісааку Ньютону основою для створення теорії гравітації. Ньютон математично довів, що всі закони Кеплера є наслідком закону тяжіння.
Погляди Кеплера на будову Всесвіту за межами Сонячної системи витікали з його містичної філософії. Сонце він вважав нерухомим, а сферу зірок вважав межею світу. У нескінченність Всесвіту Кеплер не вірив і як аргумент запропонував (1610) те, що пізніше отримало назву фотометричний парадокс: якщо число зірок нескінченне, то в будь-якому напрямі погляд наткнувся б на зірку, і на небі не існувало б темних ділянок.

Система світу Кеплера претендувала не тільки на виявлення законів руху планет, але і на набагато більше. Аналогічно піфагорійцям, Кеплер вважав світ реалізацією деякої числової гармонії, одночасно геометричної і музичної; розкриття структури цієї гармонії дало б відповіді на найглибші питання:
Я з'ясував, що всі небесні рухи, як у їхньому цілому, так і у всіх окремих випадках, пройняті загальною гармонією — правда, не тією, яку я припускав, але ще більш досконалою.
Наприклад, Кеплер пояснив, чому планет саме шість і вони розміщені в просторі так, а не якось інакше: виявляється, орбіти планет вписані в правильні багатогранники. Цікаво, що виходячи з цих ненаукових міркувань, Кеплер передбачив існування двох супутників Марса і проміжної планети між Марсом і Юпітером.
Закони Кеплера сполучали в собі ясність, простоту і обчислювальну потужність, хоча містична форма його системи світу ґрунтовно засмічувала реальну суть великих відкриттів Кеплера. Проте вже сучасники Кеплера, відокремивши зерна від лушпиння, переконалися в точності нових законів, хоча їхній глибинний смисл до Ньютона залишався незрозумілим. Ніяких спроб реанімувати модель Птолемея або запропонувати іншу систему руху, окрім геліоцентричної, більше не робилися.

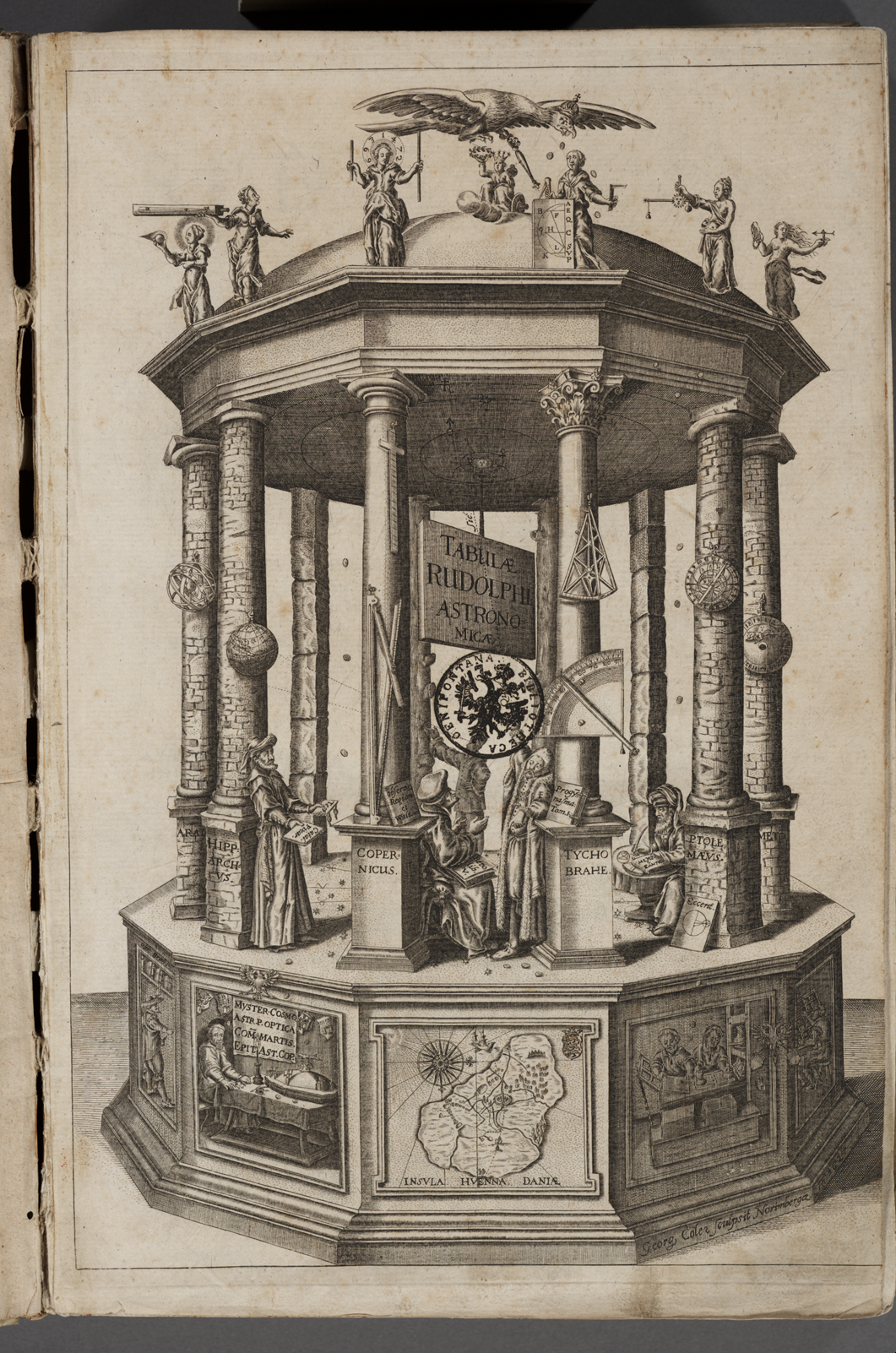
Фронтиспис «Рудольфових таблиць»

Він немало зробив для ухвалення протестантами григоріанського календаря (на сеймі в Регенсбурзі, 1613, і в Аахені, 1615).
Кеплер став автором першого обширного (у трьох томах) викладу коперниканської астрономії (Epitome astronomia Copernicanae, 1617—1622), який негайно удостоївся честі потрапити в «Індекс заборонених книг». У цю книгу, свою головну працю, Кеплер включив опис всіх своїх відкриттів в астрономії.
Улітку 1627 року Кеплер після 22 років праць опублікував (за свій рахунок) астрономічні таблиці, які на честь імператора назвав «Рудольфовими». Попит на них був величезний, оскільки всі колишні таблиці давно розійшлися із спостереженнями. Важливо, що праця вперше включала зручні для розрахунків таблиці логарифмів. Кеплерові таблиці служили астрономам і морякам аж до початку XIX століття.
Через рік після смерті Кеплера П'єр Ґассенді спостерігав передбачене ним проходження Меркурія по диску Сонця. У 1665 році італійський фізик і астроном Джованні Альфонсо Бореллі (1608—1679) опублікував книгу, де закони Кеплера застосовуються до відкритих Галілеєм супутників Юпітера.

### Інші праці: математика
Поряд із працями з астрономії Кеплер опублікував низку інших цікавих робіт. Зокрема, він описав спосіб визначення об'ємів тіл, використовуючи елементи інтегрального числення (в книзі «Нова стереометрія винних бочок», 1615). Пізніше Бонавентура Кавальєрі використовував той же підхід для розробки винятково плідного «методу неподільних». Завершенням цього процесу стало відкриття математичного аналізу.
Під час астрономічних досліджень Кеплер зробив внесок до теорії конічних перетинів. Він склав одну з перших таблиць логарифмів.
У Кеплера вперше зустрічається термін «середнє арифметичне».
Кеплер увійшов і в історію проєктивної геометрії: він вперше ввів найважливіше поняття нескінченно віддаленої точки. Він також увів поняття фокусу конічного перетину і розглянув проективні перетворення конічних перетинів, зокрема такі, що змінюють їхній тип — наприклад, переводять еліпс у гіперболу.
Крім того, Кеплер докладно проаналізував симетрію сніжинок. Дослідження симетрії привели його до припущень про щільне пакування куль, згідно з яким найбільша щільність пакування досягається при пірамідальному упорядкуванні куль. Математично довести це вдалося лише через 400 років — перше повідомлення про доведення з'явилося в 1998 у роботі математика Томаса Хейлса, але остаточна перевірка його комп'ютерного доведення все ще не завершена. Піонерські роботи Кеплера в області симетрії знайшли застосування в кристалографії та теорії кодування.

### Фізика
Саме Кеплер ввів у фізику термін інерція як природжена властивість тіл чинити опір прикладеній силі. Заразом він, як і Галілей, формулює в ясному вигляді перший закон механіки: всяке тіло, на яке не діють інші тіла, знаходиться у спокої або здійснює рівномірний прямолінійний рух.
Кеплер впритул підійшов до відкриття закону тяжіння, хоч і не намагався виразити його математично. Він писав у книзі «Нова астрономія», що в природі існує «взаємне тілесне прагнення схожих (споріднених) тіл до єдності або з'єднання». Джерелом цієї сили, на його думку, є магнетизм у поєднанні з обертанням Сонця і планет навколо своєї осі.

У іншій книзі Кеплер уточнив:
Гравітацію я визначаю як силу, подібну до магнетизму — взаємного тяжіння. Сила тяжіння тим більше, чим обидва тіла ближче одне до іншого.
Правда, Кеплер помилково вважав, що ця сила розповсюджується тільки в площині екліптики. Мабуть, він вважав, що сила тяжіння обернено пропорційна відстані (а не квадрату відстані); втім, його формулювання недосить ясні.
Кеплер перший, майже на сто років раніше Ньютона, висунув гіпотезу про те, що причиною припливів є дія Місяця на поверхню океанів.

### Оптика
У 1604 році Кеплер видав змістовний трактат з оптики «Доповнення до Вітеллія», а в 1611 році — ще одну книгу, «Діоптрика». З цих праць починається історія оптики як науки. У цих творах Кеплер детально висловлює як геометричну, так і фізіологічну оптику. Він описує заломлення світла, рефракцію і поняття оптичного зображення, загальну теорію лінз і їхніх систем. Вводить терміни «оптична вісь» і «меніск», вперше формулює закон падіння освітленості обернено пропорційно до квадрата відстані до джерела світла. Уперше описує явище повного внутрішнього віддзеркалення світла при переході в менш щільне середовище.
Описаний ним фізіологічний механізм зору, із сучасних позицій, принципово вірний. Кеплер з'ясував роль кришталика, вірно описав причини короткозорості і далекозорості.
Глибоке проникнення в закони оптики привело Кеплера до схеми телескопічної підзорної труби (телескоп Кеплера), виготовленої в 1613 році Христофом Шайнером. До 1640 року такі труби витіснили в астрономії менш довершений телескоп Галілея.

## Кеплер і астрологія

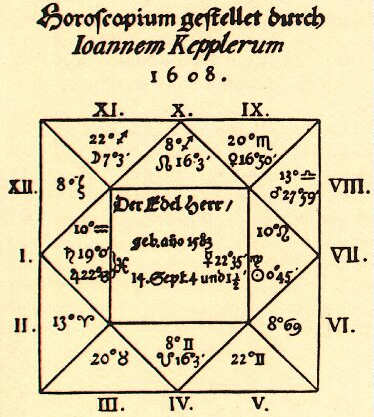
Гороскоп Валленштейна, побудований Кеплером

Ставлення Кеплера до астрології було подвійним. З одного боку, він допускав, що земне і небесне пов'язані якоюсь гармонійною єдністю і взаємозв'язком. З іншого — скептично оцінював можливість використовувати цю гармонію для прогнозу конкретних подій.

Кеплер говорив: «Люди помиляються, думаючи, що від небесних світил залежать земні справи». Широко відомо також інший його відвертий вислів:
Звичайно, ця астрологія — дурна дочка, але, Боже, куди б поділася її мати, високомудра астрономія, якби у неї не було дурнуватої дочки! Адже світ ще значно дурніший і такий дурний, що для користі цієї старої розумної матері дурна дочка повинна базікати і брехати. І платня математиків така нікчемна, що мати, напевно б, голодувала, якби дочка нічого не заробляла.
Проте, Кеплер не поривав з астрологією ніколи. Більш того, він мав свій власний погляд на природу астрології, чим виділявся серед астрологів-сучасників. У праці «Гармонія світу» він стверджує, що «в небесах немає світил, що приносять нещастя», але людська душа здатна «резонувати» з променями світла, що витікають від небесних тіл, вона відображає в пам'яті конфігурацію цих променів у момент свого народження. Самі ж планети, у представленні Кеплера, були живими істотами, наділеними індивідуальною душею.
Завдяки деяким вдалим прогнозам Кеплер заробив репутацію майстерного астролога. У Празі одним з його обов'язків було складання гороскопів для імператора. Слід відмітити, разом з тим, що Кеплер при цьому не займався астрологією виключно ради заробітку і складав гороскопи для себе і своїх близьких. Так, у своїй роботі «Про себе» він приводить опис власного гороскопу, а коли в січні 1598 року у нього народився син, Генріх, Кеплер склав гороскоп і для нього. На його думку, найближчим роком, коли життю його сина загрожувала небезпека, був 1601 рік, але син помер вже в квітні 1598 року.
Спроби Кеплера скласти гороскоп для полководця Валленштейна також зазнали невдачу. У 1608 році Кеплер склав гороскоп полководцеві, у якому передрікав одруження на 33 році життя, називав небезпечними для життя роки 1613, 1625 і 70-й рік життя Валленштейна, а так само описав низку інших подій. Але з самого початку передбачення не справджувалися. Валленштейн повернув гороскоп Кеплеру, який, виправивши в нім час народження на півгодини, отримав точну відповідність між прогнозом і перебігом життя. Проте і цей варіант містив промахи. Так, Кеплер вважав, що період з 1632 по 1634 рік буде благополучним для полководця, і не обіцяє небезпеки. Але в лютому 1634 року Валленштейн був убитий.

## Кеплер та фантастика
До наукової фантастики має стосунок посмертно видана книга Кеплера — «Сон» [Somnium] (лат. 1634). Це яскравий приклад «умоглядних міркувань», — романа-трактату, проте сам факт космічного польоту на Місяць і опис місцевого позаземного життя, зроблені з позицій передової науки того часу (Кеплер погоджується з висновками Галілея, але припускає існування на Місяці води і атмосфери), що надає підстави включити книгу до передісторії наукової фантастики.

## Пам'ять
На честь ученого названі:
- Кратери на Місяці і на Марсі.
- Астероїд 1134 Кеплер.
- Наднова 1604, описана ним.

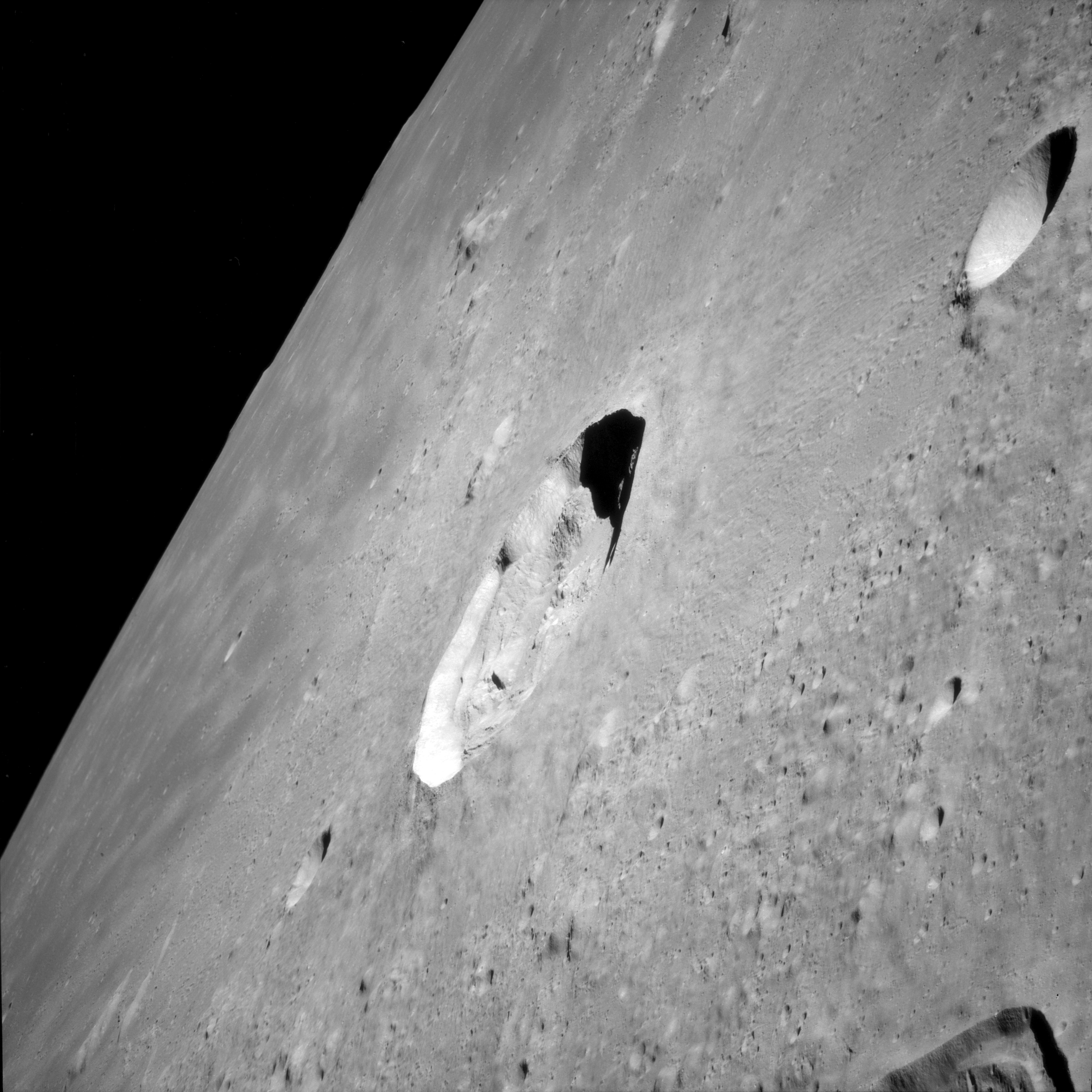
Кратер «Кеплер» на Місяці

- Орбітальна обсерваторія НАСА, виведена на орбіту в березні 2009 року. Основне завдання: пошук і дослідження планет за межами Сонячної системи.
- Лінцький університет, де він викладав, названий його ім'ям.
- Станція Віденського метрополітену.
- Задача Кеплера

## Праці Кеплера
- Mysterium cosmographicum (Таємниця світу), 1596
- Astronomiae Pars Optica (Оптика в астрономії), 1604
- Ad Vitellionem paralipomena (Доповнення до Вітеллія), фізіологічна оптика, 1604
- De Stella nova in pede Serpentarii (Про нову зірку в сузір'ї Змієносця), 1604
- Astronomia nova (Нова астрономія), 1609
- Tertius Interveniens (Трибічна інтервенція), 1610
- Dissertatio cum Nuncio Sidereo (Розмова із Зоряним вісником), полеміка з «Зоряним вісником» Галілея, 1610
- Dioptrice (Діоптрика), 1611
- De nive sexangula (Про шестикутні сніжинки), 1611
- De vero Anno, quo aeternus Dei Filius humanam naturam in Utero benedictae Virginis Mariae assumpsit), 1613
- Eclogae Chronicae (1615)
- Nova stereometria doliorum vinariorum (Нова стереометрія винних бочок), 1615
- Epitome astronomiae Copernicanae (Коперниканська астрономія, у трьох томах, що виходили в 1618—1621 роках)
- Harmonices Mundi (Гармонія світу), 1619
- Mysterium cosmographicum (Таємниця світу, 2-ге видання), 1621
- Tabulae Rudolphinae (Рудольфові таблиці), 1627
- Somnium (Мрія, фантастична розповідь про політ у Космос), 1634
- Бібліографія наукових робіт Кеплера з посиланнями на оригінали [Архівовано 5 квітня 2009 у Wayback Machine.]